# Megachile melanura
Megachile melanura är en biart som beskrevs av Cockerell 1937. Megachile melanura ingår i släktet tapetserarbin, och familjen buksamlarbin. Inga underarter finns listade i Catalogue of Life.